# Raymond, Nebraska
Raymond är en ort i Lancaster County i delstaten Nebraska, USA.